# Juan Ladrillero
Juan Ladrillero (Moguer, ca. 1490 - 1559) va ser un navegant i explorador espanyol, considerat, després de Fernando de Magallanes, com l'altre descobridor de l'estret de Magallanes i sent el primer a navegar-lo en ambdós sentits.
De jove a la seva ciutat natal va estudiar navegació, cosmografia i astrologia. Va efectuar una sèrie de viatges a les Índies i el 1535 va exameninar-se per navegar al nou continent en qualitat de pilot. El 1537 va navegar al mar del Sud. El 1540 va fundar la ciutat de Buenaventura. El 1545 va arribar a Quito i posteriorment va participar en la guerra civil que al Perú van protagonitzar els germans Pizarro.
En retirat-se de la vida activa es va retirar a viure amb la família a l'encomienda que tenia a Chuquiago. El 1556 va ser cridat pel virrei don Andrés Hurtado de Mendoza perquè acompanyés al seu fill, don García Hurtado de Mendoza, que marxava per exercir de governador al Regne de Xile.
A Xile va ser designat perquè reconegués l'entrada occidental de l'estret de Magallanes. Va prendre el comandament d'una esquadra composta per dues naus, la San Luis, sota el seu propi comandament, i la San Sebastián, comandada pel pilot Francisco Cortés Ojea. Va salpar de Valdivia a finals de 1557 i després de recórrer l'estret en ambdós sentits, el gener de 1559, va tornar al mateix port d'on havia salpat.

## Biografia

### Primers anys
Va néixer a la Moguer, a l'actual província de Huelva, durant la darrera dècada del segle xv. Com la majoria dels naturals d'aquest port fou educat des de petit en les pràctiques marineres. Va estudiar cosmografia i astrologia i després efectuà una sèrie de viatges amb la flota d'Índies. El 1535, després del seu onzè viatge al Nou Món, va examinar-se i obtenir el títol de pilot per navegar a les naus espanyoles.

### Al mar del Sud
El 1537 es va traslladar al mar del Sud i en les seves exploracions entre els rius Lili i San Juan i l'illa Gorgona va ser el primer navegant a determinar latituds al sud de Panamà.

### Fundació de Buenaventura
El 1539 va servir sota les ordres de Pascual de Andagoya com a cap de tres naus i dos bergantins posats sota el seu comandament. Va descobrir la badia de la Cruz i el 1540 va fundar el poble de Buenaventura i després va passar a formar part de les forces de l'administrador Cristóbal Vaca de Castro, enviat per Carles I al Perú amb el propòsit de restaurar l'ordre entre les faccions que es disputaven el poder.
El 1545 fou enviat a Quito en comissió pel virrei Blasco Núñez Vela. En aquell temps havia contret matrimoni amb Francisca de Cabrera, dama que vivia a La Paz. Va formar part de les forces de Pedro de la Gasca i un cop restablerta l'autoritat reial es va retirar a descansar a l'encomienda de Chuquiago.

### Expedició a l'estret de Magallanes

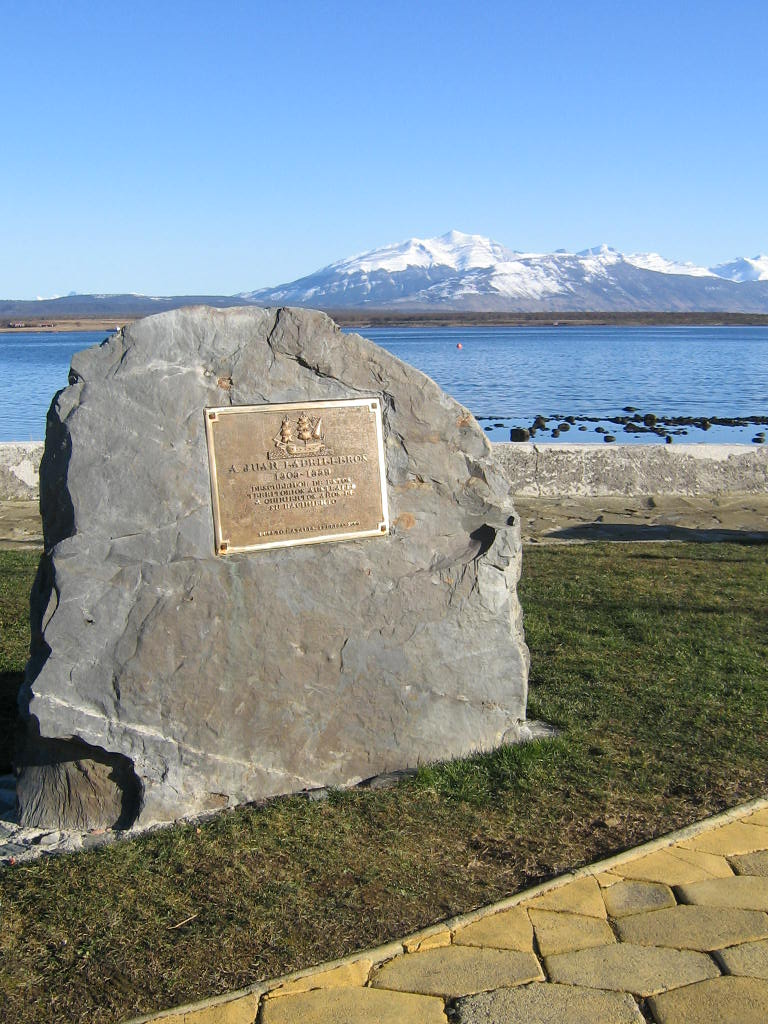
Placa d'homenatge a Juan Ladrillero, Puerto Natales (Xile).

El Virrei del Perú, don Andrés Hurtado de Mendoza, coneixent la capacitat i perícia marinera de Ladrillero, i tot la seva edat avançada, el va escollir per acompanyar al seu fill don García Hurtado de Mendoza al Regne de Xile, on havia d'exercir de governador. Una vegada allà se li encarregà reconèixer la boca occidental de l'estret de Magallanes. L'esquadra, composta per tres naus i un galió, va salpar del port de Callao el 2 de febrer de 1557 en direcció a Coquimbo i Valdivia, on havia d'allistar les naus amb les que efectuaria el reconeixement de l'Estret.
Va armar dues naus de 450 tones cadascuna i tripulades per 60 homes. Ladrillero va prendre el comandament de la San Luís amb Hernán Gallego com a pilot, i Cortés Ojea va comandar la San Sebastian amb Pedro Gallego com a pilot. Les naus van salpar de Valdivia el 17 novembre de 1557 i després de vuit dies de navegació van arribar a una badia que van anomenar Nuestra Señora del Valle, probablement a l'entrada del canal Fallos. Aquí van tenir el primer contacte amb els indígenes de la regió, els kawésqar, i Ladrillero en va embarcar un perquè li fes d'intèrpret durant la resta del viatge. Reprengueren la navegació el 6 de desembre i el 9 del mateix mes, després d'un fort temporal, les naus es van separar per no tornar a trobar-se.
Cortés Ojea va navegar durant dos mesos pels canals existents entre l'illa Wellington i l'estret de Magallanes fins que l'estat de la San Sebastián obligà a desarmar-la i amb les seves restes va construir un petit bergantí que li permeté tornar a Valdivia l'1 d'octubre de 1558.
Ladrillero va endinsar-se als canals patagons pel canal Oest, tot recorrent l'illa Duc de York, el canal Wide, el pas de l'Indio i l'angostura Inglesa, fins a arribar al golf de Penas i tornar novament al sud via oceà Pacífic.
Va reconèixer la costa sud del canal Concepció i va entrar als canals per l'estret Nelson, tot descobrint la regió d'Última Esperanza; va navegar pel canal Kirke i va explorar el golf Obstrucción, creient inicialment que havia arribat a l'estret de Magallanes.
Va tornar al Pacífic buscant l'entrada de l'estret, però aquesta vegada va continuar cap al sud, reconeixent l'illa Desolación, endinsant-se a l'Estret pel canal Abra. Al cap Posesión, on va arribar el 9 agost de 1558, va efectuar la cerimònia de presa de possessió de les terres. Després d'explorar la boca oriental va tornar cap al nord, suportant tota mena de calamitats, manca de queviures i mort dels tripulants, fins a arribar a la badia de Concepción, on va fondejar amb només el capità, un mariner i un negre de servei, que van morir poc després. Ladrillero va morir a mitjans de 1559.